# Сепарація
Сепара́ція (лат. separatio відокремлення) — в техніці, різні процеси розділення змішаних об'ємів різнорідних часток: сумішей твердих матеріалів, рідин різної густини, емульсій, твердих матеріалів, суспензій твердих частинок або краплинок в газі. До процесів сепарації відносяться всі методи збагачення корисних копалин, а також поділ по фазовому складу суспензій, пилогазових сумішей (знепилювання і пиловловлювання), емульсій (вода-нафта, вода-органічний екстрагент і т. д.).

## Основні визначення
- 1. У загальному випадку сепарація — відокремлення, поділ на складові частини.
- 2. Відокремлення рідких або твердих частинок від газу, твердих — від рідини; розділення на складові частини твердих або рідких сумішей.
- 3. Розділення сумішей різнорідних частинок твердих матеріалів, рідин різної густини, емульсій, завислих твердих частинок або крапельок у газах, парі, двофазних середовищах.

## Процес сепарації
При сепарації не відбувається зміни хімічного складу поділюваних речовин. Сепарація можлива якщо присутні відмінності в характеристиках компонентів у суміші: в розмірах або формі твердих частинок, в їх масах, густині, коефіцієнтів тертя, міцності , пружності, змочуваності поверхні, магнітної сприйнятливості, електропровідності, радіоактивності та інших.
Властивості, що відрізняють продукти сепарації, не обов'язково повинні збігатися з ознаками, за якими розділяють суміш компонентів у виробництві. Наприклад, при сепарації побічної породи та вугілля продукти при однаковій густині можуть мати різну зольність, що визначає якість вугілля. У самому процесі сепарації бере участь дуже велика кількість окремих дрібних частинок, серед яких зустрічаються частки з проміжними властивостями щодо необхідних ознак. З вихідної суміші після промислових сепарацій не можуть вийти абсолютно чисті фракції розділюваних компонентів, а лише продукти з переважаючим їх змістом.
Сепарація базується на різниці фізичних властивостей компонентів та фаз: розмірах частинок, густини, магнітної сприйнятливості, електропровідності, діелектричної проникності, змочуваності, а також форми, коефіцієнта тертя, кольору, блиску, природної або наведеної радіоактивності, люмінесценції тощо. У залежності від середовища розділення С. може бути суха (пневматична) та мокра (у водному середовищі), а також у важкій рідині, суспензії (важкосередовищна), у пінах. Вибір методу С. визначається контрастністю властивостей розділюваних компонентів. Так, для залізних руд, які складаються з магнітного матеріалу та немагнітного кварцу, застосовується магнітна С. Для виділення із руд золота, вольфраміту, каситериту та інших мінералів, що мають високу густину, використовують гравітаційні процеси С. Інтенсифікація С. здійснюється шляхом застосування різного виду випромінювань, використання електричного, магнітного, відцентрового полів та частотних впливів. Використовують комбінації силових полів у процесах збагачення корисних копалин. Магнітні та електромагнітні поля в поєднанні з гравітаційними силами реалізовано в методах магнітогідростатичної та магнітогідродинамічної С. Крім фізичних та фізико-хімічних властивостей мінералів, вибір процесу С. тісно пов'язаний з розмірами частинок, які є основним обмежувачем застосовуваності того чи іншого методу. При малих розмірах частинок (менше 10-20 мкм) сили поверхневого натягу починають відігравати істотнішу роль, ніж сила тяжіння, і С. у гравітаційному полі стає неефективною. С. може здійснюватися в різних фазах і на межі їх розділу не тільки за однією будь-якою властивістю (різницею густин, магнітною сприйнятливість, електричною провідністю тощо), але і за комбінацією цих властивостей. Останні можуть використовуватися в одному апараті (комбінований процес) та в ряді послідовно розташованих апаратів (комбінована схема).

## Способи сепарації
Вибір способу сепарації залежить від процентного складу та властивостей суміші, і складових її компонентів, ступеня відповідності бажаних властивостей одержуваних продуктів від результатів поділу і властивостей компонентів. Сепарація, як правило, відбувається не тільки за головною ознакою, що відрізняє компоненти в суміші, а за цілою низкою властивостей. Процеси сепарації різняться від зовнішніх умов і апарату, в якому відбувається розділення. У сучасному виробництві для різних цілей і сумішей застосовується різноманітні способи сепарації:
- сепарація за масою (інерційна);
- сепарація за розміром;
- сепарація за пружністю;
- сепарація за тертям;
- повітряна сепарація;
- електрична сепарація;
- магнітна сепарація;
- пінна сепарація;
- радіометрична сепарація;
- фотометрична сепарація,
- гаряча сепарація,
- сепарація мінералів та ін.
- сепарація обводнених нафт

## Сепаратори
Апарати для проведення сепарації називають сепараторами. Як правило, сепаратори використовують одночасно або послідовно декілька способів сепарації для покращення поділу змішаних продуктів. Сепаратори розрізняють за способам сепарації, за принципом роботи і за галуззю використання.

## Галузі використання
- Гірництво та добування корисних копалин

Для збагачення і очищення руди від порожньої і непотрібної породи використовується практично весь арсенал способів сепарації. Для металів та рудних компонентів підходить електрична, магнітна і хімічна сепарація.
- Сільське господарство

При зборі зерна після обмолоту виходить суміш із зерен, лушпиння, стебел, листя і різного природного і андрогенного сміття, що вимагає використання сепарації за декількома параметрами.
- Медицина

При виготовленні фармакологічних препаратів застосовується сепараційне очищення від побічних продуктів виробництва. Також сепарація використовується для поділу біологічного матеріалу (крові, лімфи та ін) на різні фракції.
- Харчова промисловість

При виробництві вершків, знежиреного молока та інших молочних продуктів постає проблема поділу білків,жирів та рідких компонентів молока, для чого використовуються харчові сепаратори. Для очищення борошна після помолу застосовується повітряна сепарація.